# Нова Касаба
Нова Касаба је насељено мјесто у општини Милићи, Република Српска, БиХ. Према попису становништва из 2013. године, у насељу је живјело 406 становника.

## Географија
Нова Касаба се налази 7 км сјеверно од Милића према Зворнику.

## Становништво
| Националност       | 1991.        | 1981.        | 1971.        |
| Муслимани          | 814 (78,11%) | 624 (71,31%) | 540 (82,82%) |
| Срби               | 76 (7,29%)   | 104 (11,88%) | 94 (14,41%)  |
| Југословени        | 11 (1,05%)   | 12 (1,37%)   | 0            |
| Хрвати             | 0            | 0            | 1 (0,15%)    |
| остали и непознато | 141 (13,53%) | 135 (15,42%) | 17 (2,60%)   |
| Укупно             | 1.042        | 875          | 652          |

| Демографија | Демографија | Демографија |
| Година      | Становника  | Становника  |
| ----------- | ----------- | ----------- |
| 1971.       | 652         |             |
| 1981.       | 875         |             |
| 1991.       | 1.039       |             |
| 2013.       | 406         |             |